# IC 3760
IC 3760 је лентикуларна галаксија у сазвјежђу Дјевица која се налази на листи објеката дубоког неба у Индекс каталогу.
Деклинација објекта је + 11° 52' 26" а ректасцензија 12h 46m 18,2s. Привидна величина (магнитуда) објекта IC 3760 износи 14,7 а фотографска магнитуда 15,5. IC 3760 је још познат и под ознакама MCG 2-33-14, NPM1G +12.0334, PGC 43076.